# Una Stubbs
Una Stubbs (Welwyn Garden City, Hertfordshire, 1 mei 1937 – Edinburgh, 12 augustus 2021) was een Brits actrice en danseres.  Ze werd bekend door haar optreden in de film Summer Holiday en speelde later Rita Rawlins in de BBC-sitcoms Till Death Us Do Part en In Sickness and in Health. Andere bekende televisierollen zijn onder meer die van Tante Sally in Worzel Gummidge en Miss Bat in de verfilming van de kinderboekenserie The Worst Witch. Ze verscheen ook als Sherlock Holmes' hospita Mrs. Hudson in Sherlock.
Ze trouwde in 1958 met acteur Peter Gilmore, vooral bekend geworden is als James Onedin in de televisieserie The Onedin Line. Samen adopteerden ze een zoon. Na hun scheiding in 1969 trouwde ze met acteur Nicky Henson. Ze scheidden in 1975, samen kregen ze twee kinderen. Stubbs overleed op 12 augustus 2021 op 84-jarige leeftijd.

## Filmografie

### Films
- Summer Holiday – Sandy (1963)
- The Bargee – Bruidsmeisje (1964)
- Wonderful Life – Barbara (1964)
- Three Hats for Lisa – Flora (1965)
- Mister Ten Per Cent – Lady Dorothea (1967)
- Till Death Us Do Part – Rita (1969)
- Penny Gold – Anna (1973)
- Bedtime with Rosie – Rosie (1975)
- Angel – Miss Dawson (2007)
- Golden Years - Shirley (2016)

### Televisieseries
- The Strange World of Gurney Slade – Meisje in het park (2 afleveringen, 1960)
- Till Death Us Do Part – Rita (28 afleveringen, 1966–74)
- Fawlty Towers – Alice (in de aflevering "The Anniversary", 1979)
- Worzel Gummidge – Tante Sally (21 afleveringen, 1979–81)
- Give Us a Clue – Zichzelf (16 afleveringen, 1979–1985)
- Till Death... – Rita (6 afleveringen, 1981)
- In Sickness and in Health – Rita (9 afleveringen, 1985–86)
- Worzel Gummidge Down Under – Tante Sally (11 afleveringen, 1987–89)
- Schone schijn – Mrs. Moody (in de aflevering "The Pageant", 1995)
- Delta Wave – Gilly Pigeon (4 afleveringen, 1996)
- Midsomer Murders – aflevering 1.1 "Written in Blood" – Selina Jennings (1998)
- The Worst Witch – Miss Bat (25 afleveringen, 1998–2000)
- The Catherine Tate Show – Carole-Ann & Ursula (2 afleveringen, 2005)
- EastEnders – Caroline Bishop (6 afleveringen, 2006)
- Agatha Christie's Marple : "Sleeping Murder" – Edith Pagett (2006)
- Mist: The Tale of a Sheepdog Puppy – Fern (23 afleveringen, 2007–09)
- Benidorm – gastactrice als Diana Weedon (Seizoen 3 aflevering 5, 2009)
- Ingenious – Gransha (2009)
- Sherlock – Mrs Hudson (13 afleveringen, 2010–2017)
- Who Do You Think You Are? – Zichzelf (Seizoen 10, aflevering 1)
- Starlings – Molly '(Seizoen 2, 2013)
- Coming Up : "Sink Or Swim" – Cynthia (2013)
- A Ghost Story for Christmas: The Tractate Middoth – Miss Chambers (2013)
- Midsomer Murders – aflevering 17.1 "The Dagger Club" – Audrey Braylesford (2015)
- The Big Painting Challenge (seizoen 1) – Co-presentator, naast Richard Bacon (2015)
- Call the Midwife – March 2015

- Bibsys: 1533887393026
- Biblioteca Nacional de España: XX5664796
- Bibliothèque nationale de France: cb142305649 (data)
- Gemeinsame Normdatei: 1140134442
- International Standard Name Identifier: 0000 0000 5114 6860
- Library of Congress Control Number: no2007024413
- MusicBrainz: 8005a82d-f408-4ab4-b127-5b0e87975a12
- Nationale Bibliotheek van Tsjechië: xx0209680
- Système universitaire de documentation: 166525979
- Virtual International Authority File: 295455258
- WorldCat: E39PBJhhwPwWmFxwDdc9rCgYfq